# Cecilia Molinari
Cecilia Molinari (née le 22 novembre 1949 à Borgo Val di Taro) est une athlète italienne, spécialiste du sprint. 

## Biographie
Lors des Championnats d'Europe de 1974 à Rome, Cecilia Molinari fait partie du relais 4 × 100 mètres italien qui se classe 7e en 44 s 56.
Au niveau national, elle remporte le 100 mètres lors des championnats d'Italie à six reprises, en 1968 et de 1970 à 1974. En salle, elle s'impose sur 60 mètres de 1970 à 1973.

### Palmarès
| Date | Compétition           | Lieu  | Résultat | Épreuve   | Performance |
| ---- | --------------------- | ----- | -------- | --------- | ----------- |
| 1971 | Jeux méditerranéens   | Izmir | 1re      | 100 m     | 11 s 9      |
| 1971 | Jeux méditerranéens   | Izmir | 1re      | 4 × 100 m | 45 s 6      |
| 1974 | Championnats d'Europe | Rome  | 7e       | 4 × 100 m | 44 s 56     |
| 1975 | Jeux méditerranéens   | Alger | 3e       | 4 × 100 m | 45 s 92     |

### Records
| Épreuve    | Performance | Lieu | Date |
| ---------- | ----------- | ---- | ---- |
| 100 mètres | 11 s 3      | —    | 1972 |